# Mascarenhas (apelido)

Brasão da Família Mascarenhas.

Mascarenhas é um apelido de família da onomástica da língua portuguesa.
Segundo alguns genealogistas, principiou em Estêvão Rodrigues, senhor do lugar de Mascarenhas, no julgado de Mirandela, e seu primeiro povoador. Foi contemporâneo do Rei Dom Sancho I, a quem acompanhou na tomada de Elvas e de Torres Novas. Em sua linha de descendência direta estão Lourenço Esteves Mascarenhas (filho), Alonso Lourenço Mascarenhas (neto) e Afonso Mascarenhas (bisneto), todos eles senhores de Mascarenhas a seu tempo. Este último foi vassalo do Rei Dom Fernando e pai de Martim Vaz Mascarenhas, que foi homem honrado e nobre de época, a quem Dom Fernando concedeu a herdade de Capitoa, na qual ele instituiu o morgado do Capitão. Teve filhos, entre os quais Fernão Martins Mascarenhas, fidalgo e criado do Infante Dom João, filho de Dom João I, comendador-mor da Ordem de Santiago nos tempos do rei Dom Afonso V e casado com Dona Filipa, de quem deixou geração.
Dom Pedro Mascarenhas, filho de Dom Fernão Martins Mascarenhas, foi alcaide-mor (magistrado) de Trancoso, comendador de Castelo Novo, estribeiro-mor (Superintendente nas cavalariças) de Dom João III, aposentador-mor e camareiro de seu filho, o príncipe Dom João. Foi ainda embaixador em Roma e junto ao Imperador Carlos V, sendo responsável pela ida dos padres da Companhia de Jesus para Portugal. Sendo Embaixador de Portugal junto a Carlos V, ofereceu a este, sua esposa e a outros príncipes, um banquete no qual foi queimada lenha de canela. Governou o estado da Índia a partir de 1554, durante um ano, com título de Vice-Rei. Casou-se por duas vezes, a primeira com Dona Filipa Henriques e a segunda com Dona Helena Mascarenhas, e ao que consta não deixou geração com nenhuma delas.
As armas tradicionais da família Mascarenhas são constituídas por um campo vermelho, com três faixas de ouro. O timbre deste brasão é composto por um leão vermelho, armado e lampassado de ouro. Encontram-se registradas no livro da Torre do Tombo à folha 14.
O Rei Dom Manuel I organizou e normatizou o uso de armas e as concessões dos brasões, reunindo todos os brasões e insígnas existentes no reino. Posteriormente escolheu 72 brasões das principais famílias da alta nobreza portuguesa, entre os quais o brasão da família Mascarenhas, que foram pintados no teto da Sala de Sintra.
Dom Pedro Mascarenhas usou as armas da família, acima descritas, modificadas de seguinte forma: acrescida uma bordadura cosida de azul, carregada de dezesseis memórias de ouro, repassadas umas pelas outras, duas a duas. O timbre deste brasão é composto por um leão de ouro, segurando nas garras uma palma de tâmaras, tudo de sua cor.
Posteriormente a família estendeu-se à Espanha, onde mudou a grafia do sobrenome para Mascareñas e provou a sua nobreza na Ordem de Calatrava, em 1641.  